# Chelsea Does
Chelsea Does è un documentario statunitense in quattro puntate pubblicato su Netflix il 22 gennaio 2016.
Le puntate vedono protagonista la conduttrice e comica Chelsea Handler affrontare insieme a familiari, amici e psicologi temi sociologici in chiave ironica. Eddie Schmidt ha diretto le quattro puntate prodotte.

## Puntate
| nº | Titolo originale            | Titolo italiano             | Regia         | Pubblicazione   |
| --- | --------------------------- | --------------------------- | ------------- | --------------- |
| 1 | Chelsea Does Marriage       | Chelsea e il matrimonio     | Eddie Schmidt | 22 gennaio 2016 |
| Handler parla con i suoi familiari e amici (tra cui Jason Biggs e Mary McCormack) su come le sue opinioni sul matrimonio siano cambiate durante la sua vita, facendo anche varie interviste a un certo numero di coppie sposate, professionisti che lavorano con il matrimonio (es. Wedding planner, consulenti matrimoniali e sessuali) e bambini sull'istituto del matrimonio. |                             |                             |               |                 |
| 2 | Chelsea Does Silicon Valley | Chelsea e la Silicon Valley | Eddie Schmidt | 22 gennaio 2016 |
| Handler affronta i propri problemi con la tecnologia in un viaggio nella Silicon Valley per lanciare un'app, confrontarsi con i bambini, discutere del ruolo della tecnologia nella vita moderna con gli amici (tra cui Leah Remini e Khloé Kardashian) e studiare gli effetti della tecnologia sul nostro cervello. Parla anche con il CEO di Netflix Reed Hastings e altre persone che lavorano nella Silicon Valley.                                                                                          |                             |                             |               |                 |
| 3 | Chelsea Does Racism         | Chelsea e il razzismo       | Eddie Schmidt | 22 gennaio 2016 |
| Handler parla con altri comici (tra cui Margaret Cho, Aasif Mandvi e Michael McDonald) sul razzismo e l'umorismo razziale negli Stati Uniti, visita un'ex piantagione ed esplora alcuni quartieri etnici di Los Angeles con Loni Love. Parla con Al Sharpton delle relazioni razziali e incontra un gruppo di persone che rappresentano diverse organizzazioni per i diritti civili per parlare dei confini dell'umorismo razziale. Si confronta anche con Matthew Heimbach sull'ascesa del nazionalismo bianco. |                             |                             |               |                 |
| 4 | Chelsea Does Drugs          | Chelsea e le droghe         | Eddie Schmidt | 22 gennaio 2016 |
| Handler ha una cena con un gruppo di altri comici (tra cui Josh Wolf e Fortune Feimster) in parla dei droghe. Parla con ex tossicodipendenti delle loro esperienze e sperimenta delle droghe con Adderall e Ambien (sotto la supervisione di una sua amica che studia le neuroscienze). Infine viaggia con due dei suoi amici in Perù per provare l'ayahuasca. |                             |                             |               |                 |